# 奉天省电灯厂
奉天省电灯厂，又称奉天电灯厂，创立于清光绪三十四年九月，其旧址位于辽宁省沈阳市。

## 历史沿革
清光绪三十四年九月，奉天省电灯厂由东三省银元总局总办舒鸿贴创办，设在奉天大东边门银元局内。开办经费由银元总局从该年铜元余利项下垫拨，后由余利陆续归垫。机器设备多为美国制造。1922年创办附属电工学校，培养专门人才。1926年在小北门外筹设电灯新厂，并增设一变电所，负责新旧两厂电力之分配。1928年改称辽宁电灯厂。九一八事变后，由满洲国接管，并复称奉天电灯厂。1948年11月2日沈阳解放，改称沈阳电业管理局。1949年11月机构改组，称沈阳电业局。